# Intxaurrondo (stacja kolejowa)
Intxaurrondo (hiszp. Estación de Intxaurrondo, bask. Intxaurrondoko geltokia) – przystanek kolejowy w San Sebastián, w prowincji Gipuzkoa, we wspólnocie autonomicznej Kraj Basków, w Hiszpanii. Jest obsługiwany przez pociągi linii C-1 Cercanías San Sebastián.

## Położenie stacji
Znajduje się na 625,80 km linii Madryt – Hendaye rozstawu normalnotorowego, na wysokości 27 m n.p.m.. Linia jest dwutorowa i zelektryfikowana.

## Historia
Przystanek został otwarty 12 maja 2011.

## Opis
Stacja obsługuje popularną dzielnicę San Sebastián. Ma mały budynek zbudowany dla podróżujących na moście nad Zubiaurre. Posiada dwa boczne perony o długości 160 m i 70 cm wysokości. Oba są częściowo przykryte półprzezroczystą wiatą, która obejmuje także schody. Pomieszczenia są przystosowane dla osób niepełnosprawnych. Na inwestycję wydano łącznie 9,2 mln euro.

## Linie kolejowe
- Madryt – Hendaye